# 阿尔特多夫 (莱茵兰-普法尔茨州)
阿尔特多夫（德語：Altdorf，發音：[ˈaltˌdɔʁf] ⓘ）是德国莱茵兰-普法尔茨州南魏恩施特拉瑟县的市镇，总面积6.36平方千米，2023年12月31日总人口为921人。